# Суличівка
Суличі́вка — село в Україні, у Ріпкинській селищній громаді Чернігівської області. Населення становить 100 осіб (зареєстровано). До 2020 орган місцевого самоврядування — Малолиственська сільська рада.річка глинянка

## Історія
12 червня 2020 року, відповідно до розпорядження Кабінету Міністрів України № 730-р «Про визначення адміністративних центрів та затвердження територій територіальних громад Чернігівської області», увійшло до складу Ріпкинської селищної громади.
19 липня 2020 року, в результаті адміністративно - територіальної реформи та ліквідації Ріпкинського району, село увійшло до складу Чернігівського району Чернігівської області.

## Населення

### Мова
Розподіл населення за рідною мовою за даними перепису 2001 року:
| Мова       | Кількість | Відсоток |
| ---------- | --------- | -------- |
| українська | 289       | 94.75%   |
| вірменська | 12        | 3.93%    |
| російська  | 3         | 0.99%    |
| білоруська | 1         | 0.33%    |
| Усього     | 305       | 100%     |

## Культура
Діє церква Різдва Богородиці.

## Господарство
Діє Товариство з обмеженою відповідадьністю «Надія». Вид діяльності: вирощування зернових культур. Функціонує СФГ «РУБІН». Вид діяльності: вирощування зернових та технічних культур.

## Відомі люди
- Білий Панас Іванович (* 1892, с. Суличівка Городнянського повіту Чернігівської губернії — †1971, м. Чернігів) — радянський медик.